# That's The Way My Heart Goes
«That's The Way My Heart Goes» es el sencillo debut de la cantante Marie Serneholt, de su primer disco intitulado Enjoy The Ride lanzado el 22 de febrero de 2006.
El sencillo debutó n.º 2 en Suecia y n.º 1 en las listas digitales por ventas mayores a 10 000 copias, siendo certificado oro también por ventas de sencillo físico.
En Alemania el sencillo debutó n.º 34 para luego salir del top 40 y a las semanas siguientes entró nuevamente al puesto n.º 19 donde se mantuvo por casi dos meses.
El sello de la cantante tenía pensado lanzar el sencillo en los Estados Unidos a finales de 2006 al igual que el disco, pero los planes se cancelaron debido a que algunos patrocinadores dejaron el proyecto a último momento.
Marie, recibió una certificación de oro de parte de una empresa telefónica por haber vendido más de 10 000 ringtones en su página web.

## Video
El video fue grabado en Estocolmo, Suecia a principios de 2006 y la premier del video fue a finales de febrero del mismo año. El video fue criticado por tener carencia de concepto ya que muestra a la cantante bailando en diferentes escenarios con distintos trajes.
El video cuenta con dos versiones: la primera que era sólo para Suecia y Finlandia, en la que mostraba a la cantante arriba de un caballo rosa con una imagen "dulce" , pero la escena fue supirmida debido a que los fanes alegaron que era una imagen demasiado "fuerte" para ser el primer video. Por lo tanto la versión europea fue usada como oficial donde se mostraba la misma secuencia pero en esta versión solo se mostraba la cara de la cantante.

## Lista de canciones
Suecia Sencillo en CD
1. «That's The Way My Heart Goes» Radio Versión - 3:34
2. «That's The Way My Heart Goes» Instrumental - 3:33

Europa 2-Track sencillo en CD
1. «That's The Way My Heart Goes» Radio Versión - 3:36
2. «That's The Way My Heart Goes» Michel Feiner Remix (The Attic) Radio Edit - 3:49

Europa CD Maxi
1. «That's The Way My Heart Goes» Radio Versión - 3:36
2. «That's The Way My Heart Goes» Michel Feiner Remix (The Attic) - 7:28
3. «That's The Way My Heart Goes» Michel Feiner Dub - 7:25
4. «That's The Way My Heart Goes» Punkstar Remix - 6:03
5. «Can't Be Loved» - 3:53
6. Video: That's The Way My Heart Goes [Versión Europea]

## Posicionamiento
| Listas (2006)             | Posición |
| ------------------------- | -------- |
| Polonia Rmf Radio Chart   | #1       |
| Suecia Top 60 Singles     | #2       |
| Suecia Top 20 Downloads   | #1       |
| Finlandia Top 20 Singles  | #19      |
| Alemania Top 100 Singles  | #19      |
| Eslovaquia Top 20 Singles | #19      |
| Suiza Top 100 Singles     | #24      |
| Euro Top 100 Singles      | #43      |
| Austria Top 75 Singles    | #46      |
| Holanda Top 100 Singles   | #72      |